# Аббевилл (округ)
А́ббевилл (англ. Abbeville County) — округ в штате Южная Каролина, США. Официально образован в 1785 году. По состоянию на 2010 год, численность населения составляла 25 417 человек.

## География
По данным Бюро переписи США, общая площадь округа равняется 1323,491 км2, из которых 1270,396 км2 суша и 53,095 км2 или 0,590 % это водоёмы.

## Население
По данным переписи населения 2000 года в округе проживает 26 167 жителей в составе 10 131 домашних хозяйств и 7284 семей. Плотность населения составляет 20,00 человек на км2. На территории округа насчитывается 11 656 жилых строений, при плотности застройки около 9,00 строений на км2. Расовый состав населения: белые — 68,33 %, афроамериканцы — 30,29 %, коренные американцы (индейцы) — 0,10 %, азиаты — 0,23 %, гавайцы — 0,03 %, представители других рас — 0,31 %, представители двух или более рас — 0,71 %. Испаноязычные составляли 0,83 % населения независимо от расы.
В составе 31,70 % из общего числа домашних хозяйств проживают дети в возрасте до 18 лет, 52,20 % домашних хозяйств представляют собой супружеские пары проживающие вместе, 15,30 % домашних хозяйств представляют собой одиноких женщин без супруга, 28,10 % домашних хозяйств не имеют отношения к семьям, 25,30 % домашних хозяйств состоят из одного человека, 11,30 % домашних хозяйств состоят из престарелых (65 лет и старше), проживающих в одиночестве. Средний размер домашнего хозяйства составляет 2,51 человека, и средний размер семьи 3,00 человека.
Возрастной состав округа: 25,30 % моложе 18 лет, 9,50 % от 18 до 24, 26,70 % от 25 до 44, 23,80 % от 45 до 64 и 23,80 % от 65 и старше. Средний возраст жителя округа 37 лет. На каждые 100 женщин приходится 92,10 мужчин. На каждые 100 женщин старше 18 лет приходится 88,00 мужчин.
Средний доход на домохозяйство в округе составлял 32 635 USD, на семью — 38 847 USD. Среднестатистический заработок мужчины был 30 452 USD против 21 045 USD для женщины. Доход на душу населения составлял 15 370 USD. Около 10,10 % семей и 13,70 % общего населения находились ниже черты бедности, в том числе — 17,20 % молодёжи (тех, кому ещё не исполнилось 18 лет) и 16,90 % тех, кому было уже больше 65 лет.